# Білий гриб сітчастий
Білий гриб сітчастий, боровик сітчастий (Boletus reticulatus) — вид їстівних базидіомікотових грибів родини болетові (Boletaceae).

## Опис
Капелюшок діаметром 8-25 (30) см, спочатку кулястий, потім опуклий або подушковидний. Шкірочка слабо оксамитова, у зрілих екземплярів, особливо в суху погоду, покривається тріщинами, іноді мають характерний сітчастий малюнок. Колір дуже мінливий, але частіше світлих тонів: кавовий, коричневий, сірувато-бурий, шкірясто-коричневий, охристий, іноді з більш світлими плямами.
Трубочки вільні, тонкі, краї трубочок молодих грибів білі, потім жовто- або оливково-зелені.
Споровий порошок оливково-коричневий. Спори бурі, за іншими даними, медово-жовті, 13-20х3,5-6 мкм.
Ніжка висотою 10-25 см, діаметром 2-7 см, спочатку булавоподібна, в зрілому віці частіше циліндрична. Покрита по всій довжині добре помітною білою або бурою сіточкою на світло-горіховому тлі.
М'якоть щільна, в зрілості злегка губчаста, особливо в ніжці: при стисненні ніжка пружинить. Колір білий, під трубчастим шаром іноді жовтуватий. Запах приємний, грибний, смак солодкуватий.

## Поширення
Поширений в помірному кліматі Євразії, зустрічається відносно рідко. Відомий в Європі, Північній Африці, Північній Америці. В Україні відомий в Криму (околиці Сімферополя).
Це один з найбільш ранніх видів білих грибів, з'являється вже в травні, плодоносить місцями до жовтня. Росте в листяних лісах, особливо під дубами і буками, а також з грабами, липами, на півдні ареалу з їстівними каштанами. Віддає перевагу теплому клімату, частіше зустрічається в гористій та горбистій місцевостях.